# Nationaal park Pau Brasil
Nationaal park Pau Brasil is een nationaal park in Brazilië, opgericht in 1999 en in 2010 uitgebreid tot de huidige 18.934 hectare. Het is gelegen in in de gemeente Porto Seguro, Bahia.
Het doel is het behoud van de flora en fauna, de bronnen en rivieren en het mogelijk maken van wetenschappelijk onderzoek, milieu-educatie, recreatie en ecotoerisme.

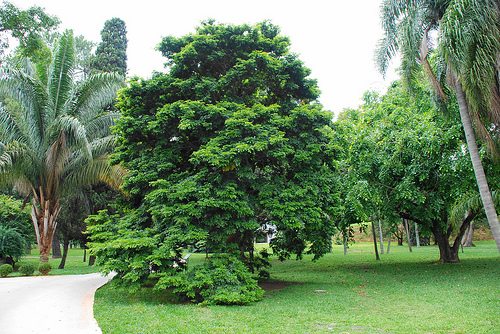
Brazielboom in botanische tuin

## Flora en fauna
De flora is zeer divers: in totaal zijn 633 plantensoorten waargenomen, waarvan 71 endemisch voor het Atlantisch Woud, en een aantal zeldzame en bedreigde soorten. Opvallende soorten in het park zijn de Juerana, Paraju, Sapucaia Lecythis pisonis, Pequi. Inhaiba, Aderno, Gindiba Sloanea obtusifolia  en uiteraard, de Brazielboom, de Pau-Brazil zelf. Op sommige plaatsen zijn bromelia's en orchideeën.
De fauna is ook rijk. Er komen 346 verschillende soorten gewervelden dieren voor: 202 soorten vogels, 53 zoogdierensoorten, 20 reptielensorten, 51 amfibieënsoorten en 20 vissensoorten. Onder hen zijn 41 soorten inheems en 18 bedreigd. Bedreigde soorten zijn bijvoorbeeld de kapucijnaap en de ocelot.